# The Chronicles of Narnia: The Lion, the Witch and the Wardrobe
The Chronicles of Narnia: The Lion, the Witch and the Wardrobe é um filme britânico-americano de aventura e fantasia, produzido por Mark Johnson e Phillip Steuer e lançado em 2005 pela Walden Media e Buena Vista Pictures Distribution, baseado no livro O Leão, a Feiticeira e o Guarda-Roupa, primeiro livro da série As Crônicas de Nárnia, de C.S. Lewis. É também o primeiro filme da série de filmes The Chronicles of Narnia.
O filme foi dirigido pelo neozelandês Andrew Adamson e também foi filmado na Nova Zelândia, embora também tenham ocorrido filmagens na Polônia, na República Tcheca e no Reino Unido. Foi distribuído no Brasil pela Buena Vista e a estreia ocorreu no dia 9 de dezembro de 2005, assim como em todo o mundo, com exceção do Reino Unido, onde o filme estreou alguns dias antes. O filme arrecadou mais de US$700 milhões em bilheteria em todo o mundo.

## Sinopse
A história começa na Segunda Guerra Mundial, quando quatro crianças (Pedro, Lúcia, Edmundo e Susana) são obrigadas a sair de Londres por causa dos bombardeios e irem para uma pequena cidade na Inglaterra, na casa de um professor solteiro. Quando chegam na mansão do tal professor, Lúcia descobre uma passagem secreta escondida no fundo do guarda-roupa de uma sala vazia numa brincadeira de pique-esconde. Esta passagem leva a um mundo mágico chamado de Nárnia, onde os habitantes são escravizados pela Feiticeira Branca, onde ela deu ordem à todos que se encontrasse os dois filhos de Adão e as duas filhas de Eva (Pedro, Lúcia, Edmundo e Susana), os entregasse, pois há uma profecia de muitos anos onde foi previsto que os dois filhos de Adão e as duas filhas de Eva, derrotariam a Feiticeira Branca com a ajuda de Aslam e assim a paz reinaria em Nárnia. Porém um acidente acaba fazendo com que os quatro irmãos fossem parar no guarda roupa e encontrando um mundo fantástico e agora os irmãos Penvensie terão que lutar para ajudar Edmundo, que conheceu a Feiticeira Branca por acidente quando ele seguia Lúcia, na sua segunda visita ao mundo mágico e com a ajuda de Aslam, o grande leão, livrar os seres mágicos da opressão da Feiticeira, que se diz Rainha de Nárnia. Com a ajuda dos castores, os irmãos Penvensie são levados até Aslam, onde eles revelam o que aconteceu com Edmundo. O guarda-roupa que Lúcia encontra foi feito com um carvalho encantado e se transformou em uma passagem para o incrível e mágico mundo de Nárnia. Lá eles vão ter que provar o amor fraterno que sentem um pelo outro e proteger o seu reino.
A Feiticeira Branca reclama que o "sangue" de Edmundo é de sua propriedade, pois, na sua visita acidental ao mundo mágico, ele prometeu a Feiticeira que traria os irmãos ao mundo mágico, não ele sabendo, que seria para a morte para que a profecia não pudesse ser realizada. Aslam, faz um troca secreta com a Feiticeira Branca, onde ele se entrega no lugar de Edmundo, fazendo ela renunciar o direito que lhe tem, que à todo traidor lhe pertence. Aslam vai até a mesa de pedra para o sacrifício mas foi seguido por Lúcia e Susana e elas assistiram à longa distância ele ser morto pela Feiticeira Branca, que acredita ter se livrado de vez de Aslam e declara guerra aos fiéis de Aslam, porém, ela não interpretou a regra de forma clara quando elas foram escritas, onde um inocente se entrega num lugar de um traidor, a mesa de pedra se partirá e talvez a própria morte deste inocente seja revogada, o que aconteceu.
No outro dia, na metade da guerra, Aslam aparece, o que deixa a Feiticeira Branca perplexa, e assim ele vence a Feiticeira Branca e a guerra termina. Logo após os quatro irmãos são coroados Reis e Rainhas de Nárnia em Cair Paravel, o castelo dos quatro tronos, onde todo aquele que é coroado rei ou rainha, será sempre rei ou rainha de Nárnia.

## Elenco
- William Moseley - Rei Pedro, o Magnífico
- Georgie Henley - Rainha Lúcia, a Destemida
- Anna Popplewell - Rainha Susana, a Gentil
- Skandar Keynes - Rei Edmundo, o Justo
- Jim Broadbent - professor Digory Kirke
- Tilda Swinton - Jadis, a Feiticeira Branca
- James McAvoy - Sr. Tumnus
- Ray Winstone - Sr. Castor (voz)
- Dawn French - Sra. Castor (voz)
- James Cosmo - Pai Natal
- Judy McIntosh - Helena Pevensie
- Elizabeth Hawthorne - Dona Marta
- Noah Huntley - Pedro Pevensie (adulto)
- Sophie Winkleman - Susana Pevensie (adulta)
- Mark Wells - Edmundo Pevensie (adulto)
- Rachael Henley - Lúcia Pevensie (adulta)
- Rupert Everett - Sr. Raposa (voz)
- Liam Neeson - Aslam (voz)

## Principais prêmios e indicações
Oscar 2006 (EUA)
| Ano  | Categoria                | Notas                                                    | Resultado |
| ---- | ------------------------ | -------------------------------------------------------- | --------- |
| 2006 | Melhor Maquiagem         | Howard Berger e Tami Lane                                | Venceu    |
| 2006 | Melhores Efeitos Visuais | Bill Westenhofer, Dean Wright, Jim Berney e Scott Farrar | Indicado  |
| 2006 | Melhor Mixagem de Som    | Dean A. Zupancic, Terry Porter e Tony Johnson            | Indicado  |

Globo de Ouro 2006 (EUA)
| Ano  | Categoria              | Notas                           | Resultado |
| ---- | ---------------------- | ------------------------------- | --------- |
| 2006 | Melhor Trilha Sonora   | Harry Gregson-Williams          | Venceu    |
| 2006 | Melhor Canção Original | Wunderkind de Alanis Morissette | Indicado  |

BAFTA 2006 (Reino Unido)
| Ano  | Categoria                            | Notas                                                    | Resultado |
| ---- | ------------------------------------ | -------------------------------------------------------- | --------- |
| 2006 | Melhor Figurino                      | Isis Mussenden                                           | Indicado  |
| 2006 | Melhor Maquiagem                     | Howard Berger e Tami Lane                                | Venceu    |
| 2006 | Melhores Efeitos Especiais e Visuais | Bill Westenhofer, Dean Wright, Jim Berney e Scott Farrar | Indicado  |

MTV Movie Awards 2006 (EUA)
| Ano  | Categoria         | Notas         | Resultado |
| ---- | ----------------- | ------------- | --------- |
| 2006 | Melhor Vilão/Vilã | Tilda Swinton | Venceu    |